# Vittorio Pasteris
Vittorio Pasteris (Torino, 25 luglio 1963) è un giornalista italiano.Esperto di marketing, media, social media, comunicazione, sostenibilità e tecnologia, tiene conferenze su questi argomenti.

## Biografia
Dopo studi economici, manageriali e sui multimedia negli anni '90 ha iniziato ad occuparsi di Internet e Nuovi Media interessandosi agli aspetti legati al giornalismo, alla comunicazione, al marketing e alla formazione.
Fra il 1996 e il 1998 ha scritto due fra i primi libri italiani dedicati a internet. 
Nel 2000 ha iniziato a lavorare per La Stampa ne La Stampa Interattiva e ha seguito prevalentemente il progetto di Nordovest.it. Successivamente è diventato il responsabile della divisione Noimedia di Noicom. Nel 2004 è rientrato ne La Stampa per occuparsi di Radio Nostalgia e della redazione di Lastampa.it interessandosi prevalentemente della multimedialità del sito.
Grazie alla sua collaborazione con Simplicissimus, La Stampa è stato il primo giornale italiano disponibile disponibile per lettori di ebook e il primo giornale disponibile con licenze Creative Commons.
Alla fine del 2010 ha lasciato La Stampa. È oggi direttore di Quotidiano Piemontese e presidente di Novajo  società specializzata in comunicazione digitale che edita anche Piemonte Expo e Massa Critica.
Insegnava Editoria Multimediale al corso di Scienze della Comunicazione dell'Università di Torino e si occupa del Master in giornalismo dell'Università di Torino.
È stato organizzatore dei primi Barcamp italiani e ha collaborato con il Festival del giornalismo di Perugia.
E il presidente dell'associazione Torino Valley ODV che si occupa di divulgazione dei temi relativi a innovazione, sostenibilità,  tecnologia e digitale
Dal 2017 è il coordinatore di Piemonte Digitale. 
Dal 2018 ricopre la carica di segretario del Museo piemontese dell'informatica|Mupin.

## Pubblicazioni
- Internet per chi studia, 1996
- Sesto Potere, 1997 con Ennio Martignago e Salvatore Romagnolo
- Internet per chi studia, nuova edizione, 1998
- Giornalismo, il lato emerso della professione, 2010 con Pino Rea